# Upatissa
Upatissa fou un purohita (cap) i un ministre de govern del rei Vidjaya de Sri Lanka. Va construir una ciutat anomenada Upatissa Nuwara (agafant el seu nom), el qual esdevingué de facto el segon rei singalès de Sri Lanka si bé jurídicament no fou rei sin´´o regent.
Esdevingué regent de Upatissa Nuwara per un breu període després de la mort de Vidjaya fins a l'arribada de l'hereu al tron, Panduvasadeva, des de l'Índia del nord.
Upatissa era un Saaligrama Brahamin (pertanyent a la casta Salaagama)